# Prêmio Multishow de Música Brasileira 2020
A 27.ª cerimônia de entrega do Prêmio Multishow de Música Brasileira, ou apenas PMMB 2020, foi realizada em 11 de novembro de 2020 com transmissão ao vivo pelo canal Multishow. A cerimônia foi apresentada pela cantora Iza e pelos apresentadores Paulo Gustavo e Tatá Werneck no Rio de Janeiro.
Em razão da Pandemia de COVID-19, as performances do artistas acontecereu de forma remota com palcos ao redor do Brasil. Os indicados foram revelados em 16 de setembro de 2020.

## Apresentações
| Artista             | Canção                                                                                          |
| ------------------- | ----------------------------------------------------------------------------------------------- |
| Lulu Santos         | "A Cura"                                                                                        |
| Lexa                | "Treme Tudo" "Aquecimento da Lexa" "Sussu" "Quebrar Seu Coração"                                |
| Luísa Sonza MC Zaac | "Toma" (Ambos) "Século 21" e "Braba" (Luísa Sonza)                                              |
| Dilsinho            | "Deixa Pra Amanhã" Misturados" "Onze" "Pouquinho" Sogra"                                        |
| Skank Jota Quest    | "Algo Parecido" (Skank) "A Voz do Coração" (Jota Quest) "Lanterna dos Afogados" (Ambos)         |
| Wesley Safadão      | "Não Valeu" "Só Para Castigar" "Ele é Ele, Eu Sou Eu"                                           |
| IZA Elza Soares     | "Tente Outra Vez"                                                                               |
| Vários              | "Canta Canta, Minha Gente"                                                                      |
| Teresa Cristina     | "O Bêbado e a Equilibrista" O Sol Nascerá"                                                      |
| Ivete Sangalo       | "Quando A Chuva Passar" O Farol" Tempo de Alegria"                                              |
| IZA                 | "Meu Talismã"                                                                                   |
| Kevinho             | "Avançada" "Agora é Tudo Meu" "Uma Nora Para Cada Dia" "Se Ferrou"                              |
| Ludmilla            | "Verdinha Remix" "Rainha da Favela"                                                             |
| Pedro Sampaio       | "Sentadão" "Pode Dançar" "Vai Menina" "Chama Ela"                                               |
| Rebecca             | "Deslizo e Jogo" "Repara" "Ao Som do 150"                                                       |
| Papatinho L7nnon PK | "Como Ela Vem" "Macetin" "Perdição" "Quando a Vontade Bater" "Tá Com O Papato" "Onda Diferente" |
| Jão                 | "Vou Morrer Sozinho" Essa Eu Fiz pro Nosso Amor" Codinome Beija-Flor" O Tempo Não Para"         |

## Vencedores e indicados
Os vencedores estão destacados em negrito.
| Melhor Cantora | Melhor Cantor |
| --- | --- |
| - Ivete Sangalo - Anitta - Iza - Luísa Sonza - Marília Mendonça | - Gusttavo Lima - Dilsinho - Emicida - Vitão - Vitor Kley |
| Melhor Grupo | Melhor Dupla |
| - Lagum - BaianaSystem - Jota Quest - Melim - Sorriso Maroto | - Jorge & Mateus - Anavitória - Henrique & Juliano - Sandy & Junior - Zé Neto & Cristiano |
| Música do Ano | Música Chiclete |
| - "Verdinha" – Ludmilla - "A Gente Fez Amor" – Gusttavo Lima - "A Tal Canção Pra Lua" – Vitor Kley e Samuel Rosa - "Desce pro Play (PA PA PA)" – Mc Zaac, Anitta e Tyga - "Liberdade Provisória" – Henrique & Juliano | - "Sentadão" – Pedro Sampaio, Felipe Original e JS o Mão de Ouro - "Braba" – Luísa Sonza - "Desce pro Play (PA PA PA)" – Mc Zaac, Anitta e Tyga - "Menina Solta" – Giulia Be - "Tudo Ok" – Thiaguinho MT, Mila e JS o Mão de Ouro |
| Live do Ano | Experimente |
| - Marília Mendonça - Caetano Veloso - Bruno & Marrone - Gusttavo Lima - Ivete Sangalo | - Menos é Mais - Agnes Nunes - Elana Dara - Fran - Giulia Be |
| Melhor Clipe TVZ | |
| - "Combatchy" – Anitta, Lexa e Luísa Sonza ft. MC Rebecca (Direção: Nixon Freire) - "Amor de Que" – Pabllo Vittar (Direção: João Monteiro) - "Asas" – Luan Santana (Direção: Gui Dalzoto) - "Crise de Saudades" – Léo Santana (Direção: Julio Loureiro) - "Malokera" – MC Lan, Skrillex e TroyBoi ft. Ludmilla e Ty Dolla Sign (Direção: Guilherme Valente) | |

## Indicados ao Superjúri
| Canção do Ano | Álbum do Ano                                                                                        | Artista Revelação                                 |
| --- | --------------------------------------------------------------------------------------------------- | ------------------------------------------------- |
| - "Braile" – Rico Dalasam ft. Dinho - "Amor de Que" – Pabllo Vittar - "Vem Me Satisfazer" – MC Ingryd ft. DJ Henrique da VK | - AmarElo – Emicida - Little Electric Chicken Heart – Ana Frango Elétrico - Rastilho – Kiko Dinucci | - Jup do Bairro - Ana Frango Elétrico - Rosa Neon |